# Hermenegildo Cuenca Díaz
José Hermenegildo Cuenca Díaz (Ciudad de México, 12 de abril de 1902 - Tijuana, Baja California; 17 de mayo de 1977) fue un militar y político mexicano. Fue senador por Baja California de 1964 a 1970 y secretario de la Defensa Nacional durante el sexenio del presidente Luis Echeverría Álvarez entre 1970 y 1976. Operador del Plan Telaraña por el Ejército Mexicano con el fin de exterminar tanto disidentes como grupos guerrilleros.

## Carrera militar y política
Hermenegildo Cuenca Díaz, hijo de Luis Cuenca y Elena Díaz, ingresó al Colegio Militar en enero de 1920, y fue el primer titular de la Secretaría de la Defensa Nacional egresado del Colegio Militar.
Fue uno de los militares que marchó lealmente al lado del presidente Venustiano Carranza, en mayo de 1920, en las filas del Colegio Militar, que lo escoltó hasta el histórico episodio de Aljibes, Puebla. Después de ese acontecimiento Carranza sería asesinado.
Desempeñó el mando de diversas zonas y regiones militares del país, fue jefe y subjefe del Estado Mayor de la Secretaría de la Defensa y entre 1964 y 1970 senador por Baja California.

### Secretario de la Defensa Nacional
El 1 de diciembre de 1970 el presidente Luis Echeverría Álvarez lo nombró titular de la Secretaría de la Defensa Nacional, siendo el primer secretario que no había combatido en la Revolución mexicana. 
Durante su mandato reformó profundamente las estructuras del ejército, pasando a retiro a gran número de generales de alta graduación. 

### Candidato a gobernador
Al terminar su cargo como titular de la Defensa fue postulado candidato del Partido Revolucionario Institucional a la gubernatura de Baja California, sin embargo murió el 17 de mayo de 1977, a la mitad de su campaña política, siendo sustituido en la candidatura por Roberto de la Madrid Romandía.

### Condecoraciones
- Cruz de Mérito Militar, de Segunda Clase, otorgado por el Gobierno de Guatemala. (DOF, 10/08/1951)
- Orden Nacional del Mérito, en el grado de Gran Oficial, otorgado por el Gobierno de Francia. (DOF, 03/06/1975)
- Gran Estrella al Mérito Militar, otorgado por el Gobierno de Chile. (DOF, 10/04/1973)
- Orden de Rubén Darío en el Grado de Gran Cruz Placa de Plata, otorgado por el Gobierno de Nicaragua. (DOF, 25/07/1974)
- Orden del Mérito Militar, en el grado de Gran Oficial, otorgado por el Gobierno de Brasil. (DOF, 03/06/1975)

## Papel en la Guerra Sucia de México
Desde su puesto, operó el Plan Telaraña, parte de la Guerra Sucia en México, que tuvo como fin el exterminio de los opositores al gobierno mexicano. Se le responsabiliza de la desaparición forzada de varias personas. Entre los métodos empleados durante esta época estuvo el uso de vuelos militares —llamados Vuelos de la muerte— donde arrojaban cuerpos y personas vivas al mar, práctica que seguirían las dictaduras de Chile y Argentina. El Plan Telaraña alcanzó cientos de víctimas a partir de 1971 y funcionó hasta los años 80. Se tiene registro de bitácoras de vuelo autorizadas por Cuenca, una de ellas autorizada por su firma el 6 de febrero de 1974.
El 15 de mayo de 2025 recibió honores al ser inhumado en el Panteón de Dolores por parte de Ricardo Trevilla Trejo, secretario de la Defensa Nacional. Dicho homenaje fue repudiado por las víctimas de la Guerra sucia y por organizaciones civiles.